# Rinus Michels
Marinus Hendriks Jacobus Michels (Amsterdam, 9 de febrer del 1928 - Aalst, 3 de març del 2005), més conegut com a Rinus Michels, fou un dels entrenadors que van fer evolucionar el futbol des de 1965 fins a la dècada dels setanta. Exseleccionador neerlandès i entrenador del Barça, l'Ajax i el Bayer Leverkusen, entre d'altres grans equips, Michels passarà a la història, més que pels nombrosos títols, per ser el pare del futbol total, que va representar l'excel·lència tècnica, tàctica i física, i va significar un salt qualitatiu en el futbol d'equip.
Michels va ser un dels exponents d'una manera nova d'entendre el joc, més atractiva, dinàmica i moderna. Els seus equips es caracteritzaven pel joc d'extrems, els davanters que creaven joc i un mig del camp mòbil. Des dels seus inicis com a jugador fins a arribar a ser entrenador, va definir una manera pròpia d'entendre el futbol.

## Inicis com a jugador
Va tenir una notable carrera de jugador en l'embrionari futbol neerlandès: va jugar 269 partits i va marcar 121 gols. Va debutar amb 17 anys com a jugador de l'Ajax, club en què es va quedar tretze anys, fins al 1958, i amb el qual va guanyar dos campionats de Copa, el 1947 i el 1957. A més, amb la selecció dels Països Baixos va ser cinc vegades internacional.

## Entrenador a l'Ajax d'Amsterdam
El 1965, després de retirar-se del terreny de joc, Michels va esdevenir l'entrenador de l'Ajax, en un moment en què l'equip estava immergit en la lluita per la permanència, i el va transformar. En aquest temps va fer debutar els seus grans deixebles Johan Cruyff i Johan Neeskens, entre d'altres. Durant els anys en què va entrenar l'Ajax l'equip va guanyar quatre Lligues (1966, 1967, 1968 i 1970), tres Copes (1967, 1970 i 1971) i va ser subcampió de la Copa d'Europa el 1969. Finalment, el 1971, l'Ajax va guanyar la Copa d'Europa i Michels va deixar el seu lloc d'entrenador.

## Les dues etapes al FC Barcelona
Aquell mateix any, el FC Barcelona, per iniciativa d'Agustí Montal i Armand Carabén, va decidir fitxar-lo. Anomenat pel club "Mister Mármol" –per la seva serietat extrema-, Michels va viure dues etapes (71-75 i 76-78): en la primera, va guanyar la Lliga del 1974, el que coincidia amb l'arribada de Cruyff, i en la segona, la Copa del Rei el 1978.

## Retorn a l'Ajax, pas pel Colònia i arribada a la Selecció dels Països Baixos
Va tornar a l'Ajax com a director tècnic la temporada 1975/76 i entre el 1978 i el 1980, va dirigir Los Ángeles Aztecas. Després, Michels va entrenar el Colònia durant el període de 1980 a 1983, amb qui va guanyar el Campionat de Copa el 1983. Però el seu prestigi mundial va ser als Països Baixos, on se'l coneixia com "El General". Primer va liderar la selecció el 1974, amb els seus fills futbolístics –Cruyff, Rep, Krol, i van ser subcampions al Mundial contra la selecció alemanya amb un futbol espectacular. Era el concepte de la taronja mecànica: tots els jugadors ocupaven tot el camp i tots els jugadors eren capaços de realitzar diferents funcions. Va ser director tècnic de la selecció neerlandesa entre el 1984 i el 1986.
El 1986, Michels ja va ser operat del cor, però va tornar al capdavant de l'equip nacional durant dues temporades. El 1988 els Països Baixos van guanyar l'Eurocopa, contra l'URSS, amb jugadors com Ronald Koeman, Marco van Basten, Frank Rijkaard, Ruud Gullit. Després d'aquest triomf Michels va abandonar temporalment la selecció. La temporada 1988-89 va liderar el Bayer Leverkusen i, del 1990 al 1992, va viure una tercera etapa al capdavant de la selecció neerlandesa, però sense guanyar cap títol.

## Mort
En els últims mesos de la seua vida havia patit diverses recaigudes cardíaques que havien anat debilitant la seva salut, fins que el 3 de març de 2005 va morir als 77 anys a la localitat belga d'Aalst, en un hospital, en no superar una operació de cor que li van practicar el 18 de febrer del mateix any.